# 프리지어
달콤한 봄꽃인 프리지아는 붓꽃과의 여러해살이풀이다. 남아프리카가 원산지로 관상용으로 널리 재배된다. 향설란이라고도 불린다.
알뿌리는 방추형이며 9월경에 심으면 곧 싹이 터서 5-6개의 잎이 자라서 겨울을 지낸다. 8-12개의 잎이 돋을 때에 꽃봉오리가 생긴다. 꽃줄기는 30-45cm 자라지만 개량된 것은 60cm 이상 자란다. 윗부분에서 가지가 갈라지고 꽃이삭은 직각으로 굽어서 한 줄로 꽃이 달린다. 꽃은 깔때기처럼 생기고 끝이 6개로 갈라져서 백색이지만 바깥 꽃잎 중앙에 자주색 줄이 있다. 안쪽의 꽃받침조각은 황색이며 황색의 삼각형 무늬가 있으나 개량종에는 순백색이 많다. 꽃색은 백색·연분홍색·홍색 및 자주색 등 많은 품종이 있다. 11월경 온상에 넣어서 12월부터 꽃이 피고 5월경 잎이 마르면 알뿌리를 캐내어 건조시켜 저장하였다가 다시 심는다.
꽃말은 새로운 시작을 응원합니다, 천진난만, 자기자랑, 청함, 순결, 영원한 우정 등이 있다.

## 참고 자료
- 이 문서에는 다음커뮤니케이션(현 카카오)에서 GFDL 또는 CC-SA 라이선스로 배포한 글로벌 세계대백과사전의 내용을 기초로 작성된 글이 포함되어 있습니다.